# Гебель Герман Федорович
Гебель Герман Федорович (нім. Herman Goebel) (24 травня 1844 р., Латвія — †24 липня 1910 р., Санкт-Петербург) — за фахом лісничий, відомий орнітолог, перший на теренах Російської імперії оолог.

## Біолографія та наукова діяльність
Герман Гебель був з прибалтійських німців, він народився у Курляндії (Латвія). Його батьком був відомий лікар Федор Гебель, мати − Кароліна. Там же, у Лібаві (Лієпая), його відправили навчатися до прогімназії. Протягом 1860—1862 рр. Г. Ф. Гебель навчався в Лісовому відділенні гімназії в Мітаві (Єлгава). У 1863 р. вступає на 3 курс Лісового інституту в Санкт-Петербурзі. Навесні цього року він був на практиці у Лісинському навчальному лісництві, де зарекомендував себе як пристрасний та вмілий мисливець, який брав участь у організації царських полювань, на які Олександр ІІ приїжджав з високими гостями або один зі свитою. Після закінчення у 1964 р. інституту, отримує направлення таксатором до Архангельської губернії, де, поряд з цим, займається вивчення птахів.
Влітку 1865 р. Г. Ф. Гебель переїжджає в Україну до Уманській губернії керувати лісництвом, де крім виконання своїх прямих обов'язків продовжує вивчати птахів. Стаціонарні спостереження, проведені Г. Ф. Гебелем в Уманській губернії протягом 1860—1870-х рр., стали основою для написання фундаментального зведення щодо орнітофауни Центральної України. Робота містить відомості щодо екології птахів Уманщини. Автором була також зібрана унікальна оологічна колекція (понад 10 тис. екземплярів), яка згодом була передана до музею Академії наук Росії. Під час перебування в Україні Г. Ф. Гебель здійснював короткочасні поїздки в Одеську область, Крим, гирло Дніпра.
У 1875 р. Г. Ф. Гебель з сім'єю переїжджає до Новгородської губернії. З 1877 р. мешкає у Санкт-Петербурзі. Відомо, що у цей період він тимчасово працював у Зоологічному музеї Імператорської Академії наук.
28 грудня 1878 р. Г. Ф. Гебеля обирають дійсним членом Санкт-Петербурзького товариства природодослідників. У 1879 р. була здійснена велика наукова експедиція з метою дослідження орнітофауни півночі Росії — району Ладозького, Онезького озер, Онезької затоки, Білого моря, півострова Канін, Нової Землі.
Протягом 1882—1884 рр. Г. Ф. Гебель займається організацією та бере безпосередню участь у китобійному промислі в Баренцевому морі. У 1894 р. в результаті хвороби він вертається до Санкт-Петербурга. Влітку 1895 р. він був учасником наукової експедиції у Архангельську область. Протягом 1896—1898 рр. займається організацією оселедцевого промислу у Баренцевому морі, мешкаючи переважно на Мурмані, багато подорожуючи. Таким чином, протягом 1883—1901 рр. Г. Ф. Гебель вивчав орнітофауну на Кольському півострові, у прикордонних округах з Фінляндією та Норвегією. Відомі також його роботи щодо птахів Лапландії та Соловецьких островів. У 1904—1909 рр. Г. Ф. Гебель був направлений до Архангельська як фахівець з рибних та звіриних промислів. Згодом стан здоров'я змусив його повернутися до Санкт-Петербургу.
Герман Федорович пішов з життя 24 липня 1910 р. у Санкт-Петербурзі.

## Наукові публікації
Орнітологічні роботи Г. Ф. Гебеля носили фауністичний характер, вони містять чимало відомостей щодо фенології та гніздування птахів. Особливе місце займають публікації з описом яєць різних видів птахів та їх діагностичних ознак. Ці відомості не втратили актуальності і сьогодні.
Основні публікації Г. Ф. Гебеля:
- Гебель Г. Ф. Об орнитологической фауне тростниковых болот Уманского уезда // Тр. Спб. Общ-ва естествоиспытателей. — 1879. — № 10. — С. 86—95.
- Goebel H. Die in den Jahren 1867, 1868 und 1869 im Umanschen Kreise (Gouverment Kiew) beobachteten Vögel // J. Ornithol. — 1870. — 18, 3. — S. 177—203; 6 — S. 440—456.
- Goebel H. Die in den Jahren 1867, 1868 und 1869 im Umanschen Kreise (Gouverment Kiew) beobachteten Vögel // J. Ornithol. — 1871. — 19, 2. — S. 130—151.
- Goebel H. Zusatze und Berichtigungen zu dem Aufsatze «die im Umanschen Kreise in den Jahren 1867, 1868 und 1869 beobachteten Vögel» nach Beobachtetengen gemacht im Jahre 1870 // J. Ornithol. — 1871. — 19, 4. — S. 295—299.
- Goebel H. Zusatze und Berichtigungen zu dem Aufsatze über die in Umanschen Kreise 1867-69 und 1870 beobachteten Vögel nach Beobachtetengen gemacht im Jahren 1871 und 1872 // J. Ornithol. — 1873. — 21, 2. — S. 128—133.
- Goebel H. Üeber Vögel des Umanschen Kreise (Nachtrag) // J. Ornithol. — 1879. — 27, 3. — S. 266—275.
- Goebel H. Die Vogel des Kreiss Uman governement Kiew mit Besonderer Rucksicht auf ihre Zugverhaltnisse und ihr Brutgeschaft // Bietrage zur Kenntniss des Russichen Reichen reiches und der ungrenzenden Lander Zweite Folge. — Petersburg, 1879. — B. 2. — 124 s.